# Teatro Solís

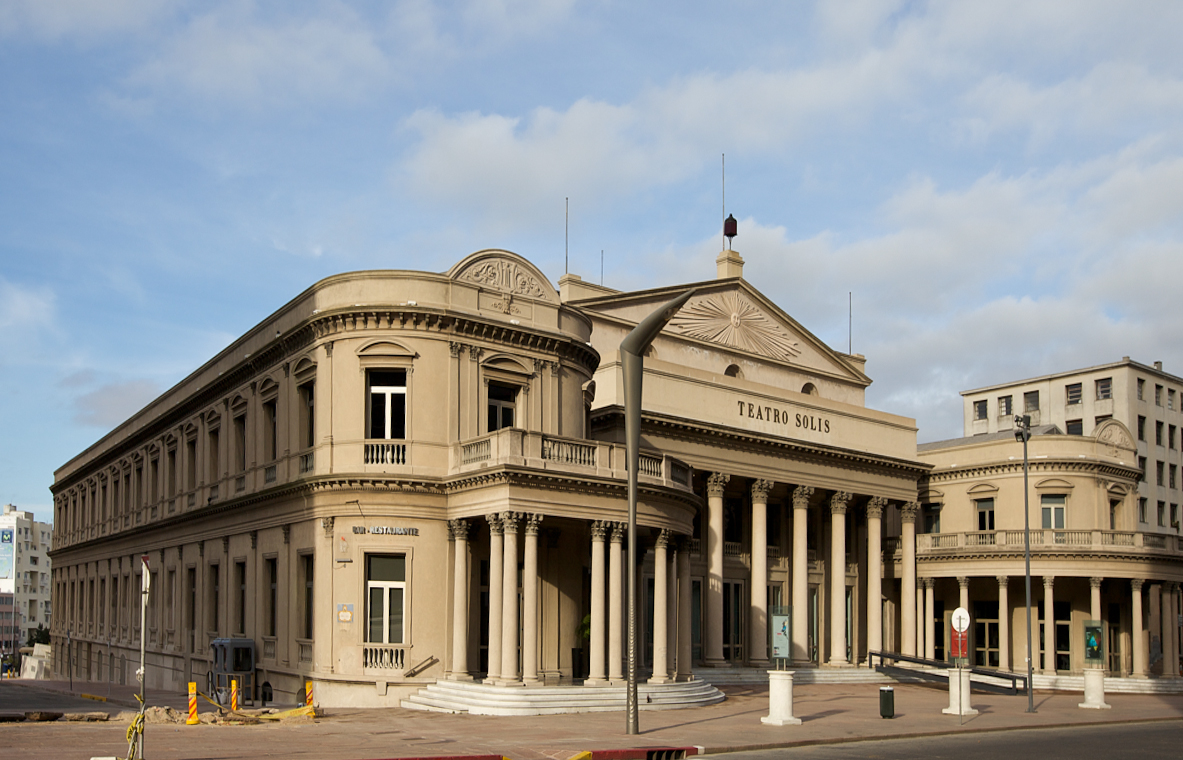
Teatro Solís

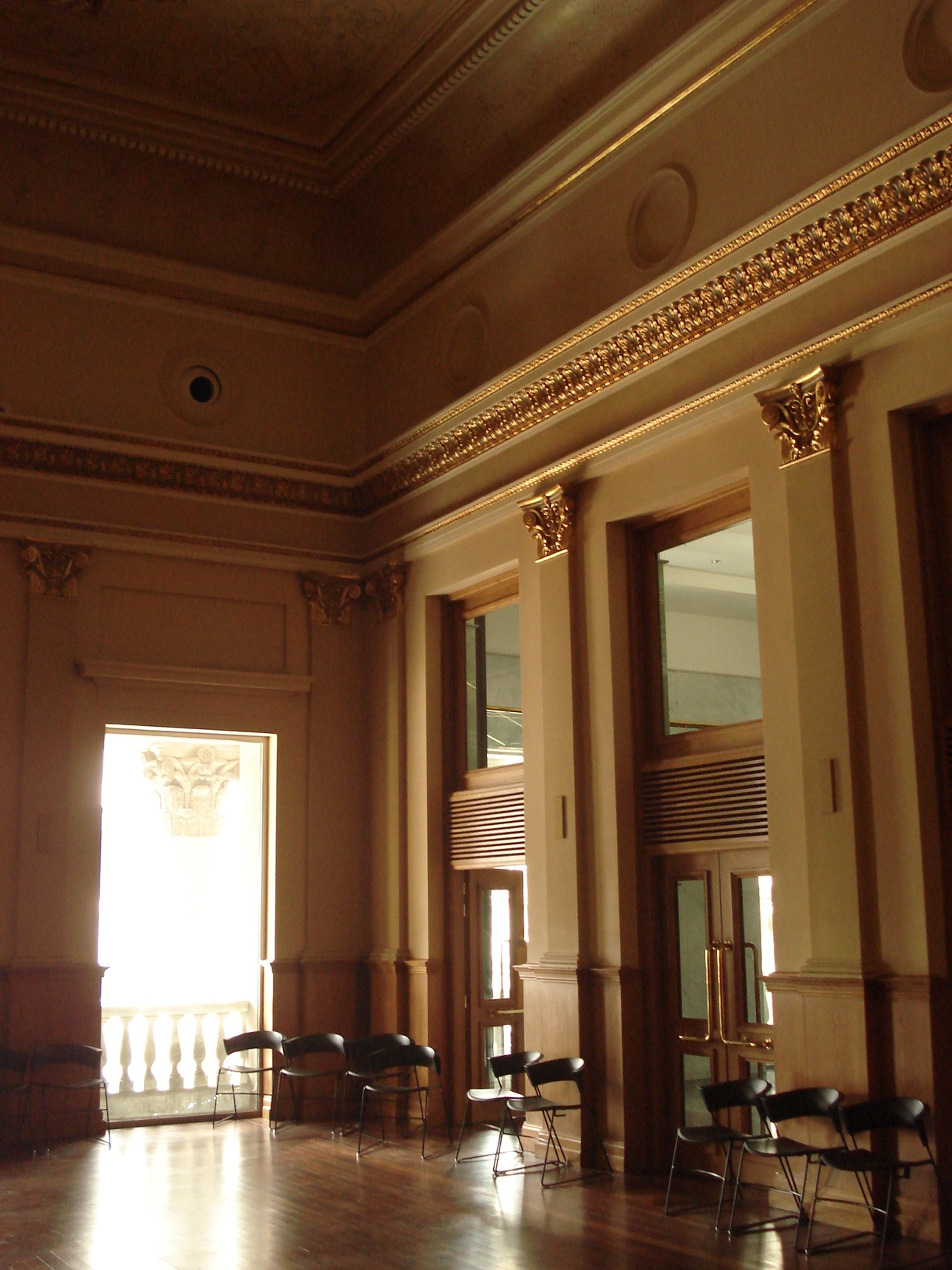
Räumlichkeiten der Tanzkurse im Teatro Solis

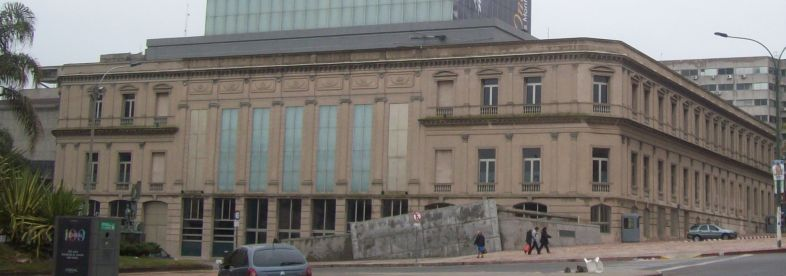
Rückansicht des Teatro Solís

Das Teatro Solís ist ein Bauwerk in der uruguayischen Landeshauptstadt Montevideo.
Bei dem in der Ciudad Vieja an der Calle Buenos Aires 678-86 befindlichen Teatro Solís handelt es sich um die bedeutendste Bühne des Landes und das zweitgrößte Theater Südamerikas. Das zu den wichtigsten Sehenswürdigkeiten der Stadt zählende Teatro Solís verfügt über zwei Säle, wobei der große Saal mit der Bühne, dem Orchestergraben, der leicht elliptischen Form des Raumes, sowie den in Etagen übereinanderliegenden, umlaufenden Logen sehr große Ähnlichkeit zum Mailänder Teatro alla Scala aufweist. Dieser Saal mit einem Fassungsvermögen von 1500 Zuschauern dient sowohl der Aufführung von Opern als auch für Theater- oder Konzertveranstaltungen, die dort regelmäßig stattfinden. Des Weiteren werden im vielfältigen Programm  in den kleineren Räumen des Theaters etwa auch Tango-Tanzkurse angeboten. Mehrfach täglich finden kostenpflichtige, wahlweise mehrsprachige (spanisch, portugiesisch, englisch) Führungen für Touristen statt, die von am Theater beschäftigten Studenten der Universität von Montevideo geleitet werden.

## Geschichte
Das zwischen 1842 und 1856 errichtete Hauptgebäude des Teatro Solís wurde im Stil des historistischen Eklektizismus erbaut und am 25. August 1856 eröffnet. Als Architekt zeichnete Carlo Zucchi 1837 für den Originalplan verantwortlich, die Endplanung geht auf F. X. de Garmendia zurück, während die Fassade Werk des Architekten Clemente César ist. Die Seitenflügel wurden im Jahre 1868 unter der Ägide von Architekt Víctor Rabu errichtet. 1943 fand ein Umbau geleitet durch die Architekten A. Altamirano und R. Cohe statt. Seit 1975 ist das Teatro Solís als Monumento Histórico Nacional eingestuft. Von 1998 an wurden Restaurierungsarbeiten durchgeführt, deren Planung die Architekten A. Farina und C. Pascual und deren Exekutiv-Planung L. Rocca und D. Giménez übernahmen, wobei letztgenannter auch die Umbaumaßnahmen der Seitenflügel leitete.

## Lage
Das Teatro Solís befindet sich am Rande des Plaza Independencia in der Ciudad Vieja, eingefasst von der Calle Buenos Aires, an der sich der Haupteingang befindet, sowie der Calle Juncal und der Calle Reconquista.